# بی‌خیال (فیلم)
بی خیال یا بی‌فکر (به انگلیسی: Befikre) فیلمی هندی در ژانر عاشقانه محصول ۲۰۱۸ به کارگردانی، تهیه‌کنندگی و نویسندگی آدیتیا چوپرا است. در این فیلم بازیگرانی همچون رانویر سینگ، وانی کاپور، جولی اردن ایفای نقش کرده‌اند.
در چهارمین فیلم از آدیتیا چوپرا این اولین فیلم بدون حضور شاهرخ خان و پنجمین همکاری سینگ با چوپرا است.
این فیلم نقدهای منفی و متفاوتی را دریافت کرد و برخلاف نظرات در گیشه فروش خوبی داشت.

## خلاصه داستان
دارام (رنویر سینگ) و شایرا ( وانی کاپور) بعد از یک مشاجره جدی باهم، رابطه خود را پایان می‌دهند و شایرا به خانه پدر و مادرش باز می‌گردد و از آنها می‌خواهد درباره دارام با او صحبت نکنند. هر دو به زندگی قبلی خود می‌پردازند. ماجرا رابطه آنها از جایی آغاز می‌شود که دارام از دهلی به پاریس می‌آید تا استندآپ کمدی اجرا کند و در پارتی با شایرا، متولد پاریس از والدینی هندی آشنا می‌شود و به او پیشنهاد می‌دهد. شایرا او را به چالش دعوت می‌کند که اگر در مسابقه خوردن جوجه تند برنده شود با او رابطه برقرار خواهد کرد. دارام فردای روز مسابقه سر کار شایرا می‌رود تا درباره موضوعی با او صحبت کند.

## تولید
- این فیلم در لوکیشن‌های زنده در پاریس فیلم‌برداری شد‌.

- بیفکره جز دهمین فیلم پرفروش سال قرار گرفت.
- اداره مرکزی مجوز فیلمِ هندوستان، درباره صحنه های بوسه و سکسِ فیلمها بسیار محافظه کار است، تاجایی که برخی از صحنه های آخرین فیلم جیمز باند هم پیش از نمایش در هند حذف شد. اما فیلم «بی فکر» سرانجام توانست برای سنین بالای ۱۲ سال در هند مجوز پخش بگیرد.[۱]